# Kuligowo (Nowe Kramsko)
Kuligowo (niem. Kollige) – przysiółek wsi Nowe Kramsko w Polsce, położony w województwie lubuskim, w powiecie zielonogórskim, w gminie Babimost.
W latach 1975–1998 przysiółek administracyjnie należał do województwa zielonogórskiego.
W okresie Wielkiego Księstwa Poznańskiego (1815-1848) miejscowość wzmiankowana jako Koligi należała do wsi mniejszych w ówczesnym powiecie babimojskim rejencji poznańskiej. Koligi należały do babimojskiego okręgu policyjnego tego powiatu i stanowiły siedzibę majątku Koligi, który należał do miasta Babimost. W skład majątku Koligi wchodziły: Koligi, folwark Leśny oraz folwark Plebania. Według spisu urzędowego z 1837 roku Koligi liczyły 53 mieszkańców, którzy zamieszkiwali 9 dymów (domostw).

## Opis wsi
Kuligowo znajduje się w odległości czterech kilometrów od Babimostu w bezpośrednim sąsiedztwie lotniska w Babimoście. Wieś liczy (2009) kilkunastu mieszkańców i siedem domów, w tym jedno zrujnowane zabudowanie gospodarcze (dawny PGR i zakład produkcji zniczy). We wsi, na rozstaju dróg do Wojnowa i w kierunku Lasek stoi krzyż drewniany, wzniesiony w 1985 roku z inicjatywy Kazimierza Rogozińskiego i przy współudziale wszystkich mieszkańców Kuligowa.